# Bactrocera elongata
Bactrocera elongata is een vliegensoort uit de familie van de boorvliegen (Tephritidae). De wetenschappelijke naam van de soort werd voor het eerst geldig gepubliceerd in 2013 door Drew en Romig.